# Футбольний матч Уругвай — Бразилія (1950)
Футбольний матч між збірними Уругваю та Бразилії у рамках чемпіонату світу з футболу 1950 — вирішальна гра світової футбольної першості 1950 року, у якій господарям турніру збірній Бразилії протистояла збірна команда Уругваю. Матч відбувся 16 липня 1950 року на стадіоні Маракана у місті Ріо-де-Жанейро і, попри усі прогнози, завершився перемогою уругвайської збірної, яка в підсумку здобула другий титул чемпіона світу з футболу. До футбольної історії матч увійшов під назвою Мараканасо (порт. Maracanaço), тобто «удар на Маракані», і став одним з найдраматичніших епізодів в історії світового спорту.

## Турнірне становище напередодні матчу
Переможець чемпіонату світу з футболу 1950 року визначався не олімпійською системою, а за круговою у фінальній групі з 4 команд-переможниць кваліфікаційних груп чемпіонату світу. Фінальну групу сформували збірна Бразилії (господар турніру та переможець групи 1), збірна Іспанії (переможець групи 2), збірна Швеції (переможець групи 3) та збірна Уругваю (переможець групи 4).
У першому турі бразильська збірна розгромила шведську з рахунком 7:1, збірна Уругваю зіграла внічию з іспанською збірною — 2:2. У другому турі бразильці розгромили іспанців — 6:1, а уругвайці переграли шведів — 3:2. Таким чином, напередодні третього туру у фінальній групі лідирувала збірна Бразилії, яка мала у своєму активі 4 очки, другу сходинку займала збірна Уругваю з 3 очками.
| Команда  | І | П | Н | П | З  | П  | Р   | О |
| -------- | - | - | - | - | -- | -- | --- | - |
| Бразилія | 2 | 2 | 0 | 0 | 13 | 2  | +11 | 4 |
| Уругвай  | 2 | 1 | 1 | 0 | 5  | 4  | +1  | 3 |
| Іспанія  | 2 | 0 | 1 | 1 | 3  | 8  | −5  | 1 |
| Швеція   | 2 | 0 | 0 | 2 | 3  | 10 | −7  | 0 |

## Деталі матчу
| 16 липня 1950 15:00 (UTC−3) |

| Уругвай                 | 2:1      | Бразилія    |
| ----------------------- | -------- | ----------- |
| Скьяффіно 66' Гіджа 79' | Протокол | 47' Фріанса |

| Маракана, Ріо-де-Жанейро Глядачів: 199,854 Арбітр: Джордж Рідер (Англія) |

| Уругвай | Бразилія |

| ВР                 |  | Роке Масполі            |
| ЗХ                 |  | Матіас Гонсалес         |
| ЗХ                 |  | Віктор Родрігес Андраде |
| ЗХ                 |  | Еусебіо Техера          |
| ПЗ                 |  | Шуберт Гамбетта         |
| ПЗ                 |  | Хуліо Перес             |
| ПЗ                 |  | Обдуліо Варела (к)      |
| ПЗ                 |  | Алсідес Гіджа           |
| ПЗ                 |  | Рубен Моран             |
| НП                 |  | Хуан Альберто Скьяффіно |
| НП                 |  | Оскар Мігес             |
| Тренер:            |  |                         |
| Хуан Лопес Фонтана |  |                         |

| ВР           |  | Моасір Барбоза    |
| ЗХ           |  | Аугусто (к)       |
| ЗХ           |  | Жувенал           |
| ЗХ           |  | Бігоде            |
| ЗХ           |  | Жозе Карлос Бауер |
| ЗХ           |  | Даніло            |
| ПЗ           |  | Зізінью           |
| ПЗ           |  | Жаїр              |
| НП           |  | Фріанса           |
| НП           |  | Адемір            |
| НП           |  | Чіко              |
| Тренер:      |  |                   |
| Флавіо Коста |  |                   |

## Після матчу
Після матчів заключного третього туру, в яких збірна Уругваю сенсаційно обіграла господарів чемпіонату, збірну Бразилії, а збірна Швеції обіграла іспанську збірну з рахунком 3:1, турнірне становище команд у фінальній групі мало такий вигляд:
| Команда  | І | П | Н | П | З  | П  | Р   | О |
| -------- | - | - | - | - | -- | -- | --- | - |
| Уругвай  | 3 | 2 | 1 | 0 | 7  | 5  | +2  | 5 |
| Бразилія | 3 | 2 | 0 | 1 | 14 | 4  | +10 | 4 |
| Швеція   | 3 | 1 | 0 | 2 | 5  | 11 | −5  | 2 |
| Іспанія  | 3 | 0 | 1 | 2 | 4  | 11 | −7  | 1 |